# Фінал чемпіонату світу з футболу 1938
Фінал чемпіонату світу з футболу 1938 відбувся 19 червня на «Олімпійському стадіоні Ів дю Мануар» (Коломб). У ньому брали участь збірні Італії й Угорщини. Джино Колауссі та Сільвіо Піола забили по два голи й принесли італійській команді другий титул чемпіонів світу. 

## Шлях до фіналу
| Італія   | Італія     | Етап    | Угорщина                | Угорщина |
| -------- | ---------- | ------- | ----------------------- | -------- |
|          |            |         |                         |          |
| Суперник | Рахунок    | Плей-оф | Суперник                | Рахунок  |
| Норвегія | 2–1 (д.ч.) | 1/8     | Нідерландська Ост-Індія | 6–0      |
| Франція  | 3–1        | 1/4     | Швейцарія               | 2–0      |
| Бразилія | 2–1        | 1/2     | Швеція                  | 5–1      |

## Деталі матчу
| 19 червня 1938 17:00 WEST |

| Італія                          | 4:2      | Угорщина             |
| ------------------------------- | -------- | -------------------- |
| Колауссі 6', 35' Піола 16', 82' | Протокол | 8' Тіткош 70' Шароші |

| «Стад Олімпік», Коломб Глядачів: 45 000 Арбітр: Жорж Капдевілль (Франція) |

| Італія | Угорщина |

|                |                  |  |  |
|                |                  |  |  |
| ВР             | Альдо Олів'єрі   |  |  |
| ЗХ             | Альфредо Фоні    |  |  |
| ЗХ             | П'єтро Рава      |  |  |
| ПЗ             | П'єтро Серантоні |  |  |
| ПЗ             | Мікеле Андреоло  |  |  |
| ПЗ             | Уго Локателлі    |  |  |
| НП             | Амедео Б'яваті   |  |  |
| НП             | Джузеппе Меацца  |  |  |
| НП             | Сільвіо Піола    |  |  |
| НП             | Джованні Феррарі |  |  |
| НП             | Джино Колауссі   |  |  |
| Тренер:        |                  |  |  |
| Вітторіо Поццо |                  |  |  |

|                |                 |  |
|                |                 |  |
| ВР             | Анталь Сабо     |  |
| ЗХ             | Дьюла Полгар    |  |
| ЗХ             | Шандор Біро     |  |
| ПЗ             | Анталь Салаї    |  |
| ПЗ             | Дьордь Сюч      |  |
| ПЗ             | Дьюла Лазар     |  |
| НП             | Ференц Шаш      |  |
| НП             | Єне Вінце       |  |
| НП             | Дьордь Шароші   |  |
| НП             | Дьюла Женгеллер |  |
| НП             | Паль Тіткош     |  |
| Тренер:        |                 |  |
| Альфред Шаффер |                 |  |